# Kalendarium powstania warszawskiego – 25 sierpnia

## 25 sierpnia, piątek

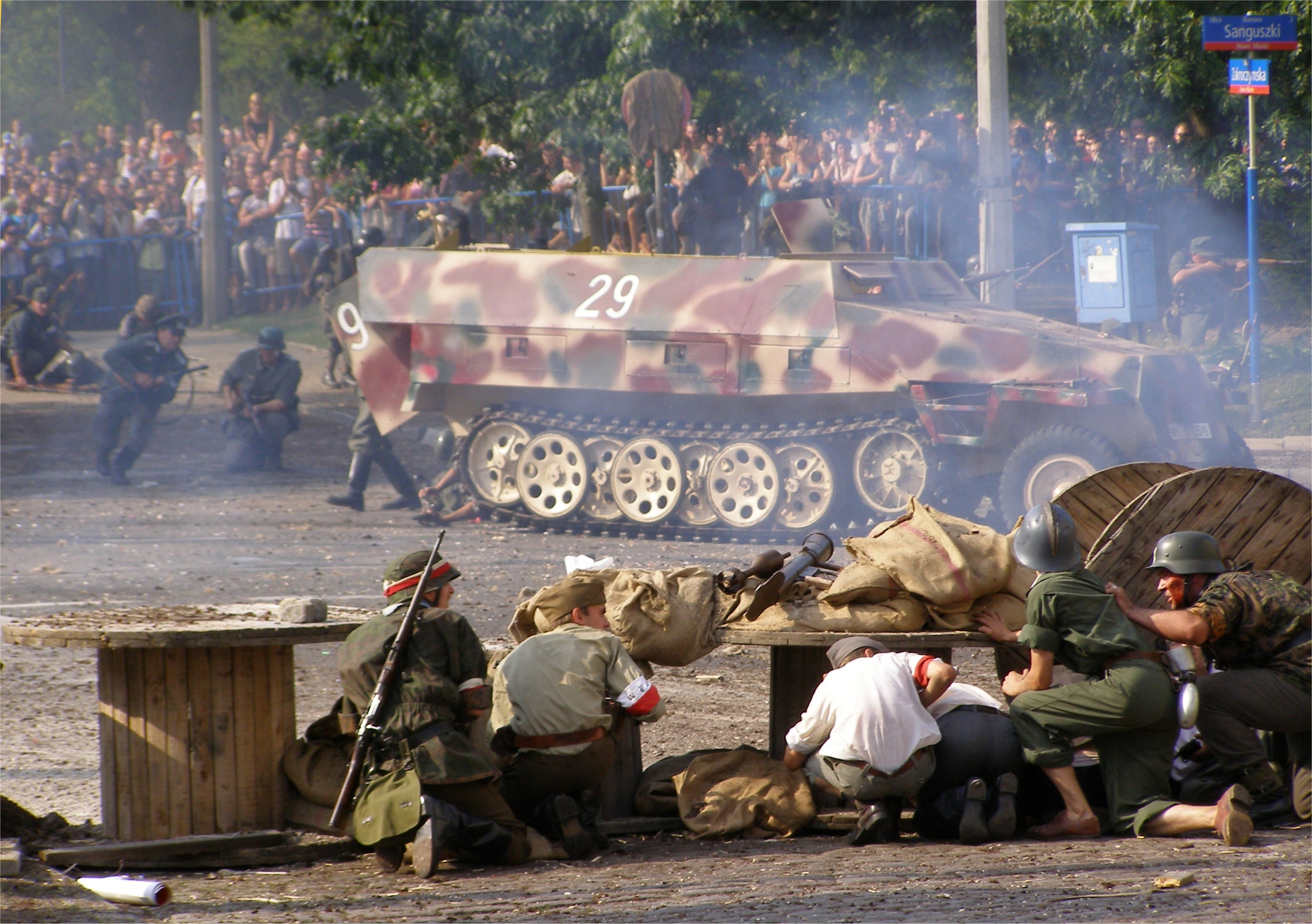
Inscenizacja walk o PWPW, ul. Sanguszki, 30 lipca 2006

Bój o gmach Polskiej Wytwórni Papierów Wartościowych. Z części zdobytej przez powstańców ewakuowano cywilów. W szpitalu Jana Bożego (ul. Bonifraterska 14) toczyły się walki o poszczególne pomieszczenia i sale. Zdołano odeprzeć kolejny atak niemiecki na klasztor Kanoniczek (plac Teatralny).
Od tego dnia stało się pewne, że Stare Miasto skazane jest na samotną walkę. Ewakuacja do Śródmieścia Komendy Głównej AK (wraz z kierownictwem cywilnym, wicepremierem Jankowskim i przewodniczącym Rady Jedności Narodowej – Kazimierzem Pużakiem). W miarę możliwości ze Starego Miasta przenoszeni byli kanałami ranni powstańcy i ludność cywilna. Walki w tym rejonie znacznie osłabły.
Kompania batalionu „Kiliński” dostała się do pomieszczeń, w których mieścił się „Café Club” (w rejonie skrzyżowania ul. Nowy Świat i Al. Jerozolimskich). Uwolniono 12 zakładników, zdobyto również broń i amunicję. Brak strat własnych przy 18 zabitych ze strony niemieckiej.
Reorganizacja oddziałów mokotowskich, liczących 3 tys. żołnierzy frontowych i 5,5 tys. osób z formacji zaplecza.
W obronie Starego Miasta poległ Stanisław Leopold.
Zakończono przenoszenie radiostacji „Błyskawica” z gmachu PKO przy Jasnej do lokalu kawiarni „Adria” przy ul. Moniuszki 10.